# Liste der Stolpersteine in Arendsee (Altmark)
Die Liste der Stolpersteine in Arendsee (Altmark) enthält alle Stolpersteine, die im Rahmen des gleichnamigen Kunst-Projekts von Gunter Demnig in Arendsee (Altmark) verlegt wurden. Mit ihnen soll Opfern des Nationalsozialismus gedacht werden, die in Arendsee lebten und wirkten. Bei der bislang einzigen Verlegungsaktion wurden am 3. Juni 2013 zwei Steine an einer Adresse verlegt.

## Liste der Stolpersteine
| Adresse             | Datum der Verlegung | Person | Inschrift                                                                        | Bild | Bild des Hauses |
| ------------------- | ------------------- | --- | -------------------------------------------------------------------------------- | ---- | --------------- |
| Friedensstraße 35 · | 3. Juni 2013        | Julius Rosenstein (1860–1943) Julius Rosenstein stammte aus Arendsee und wohnte später in Köln. Am 18. September 1942 wurde er ins Ghetto Theresienstadt deportiert, wo er am 27. März 1943 starb.     | Hier wohnte JULIUS ROSENSTEIN Jg. 1860 deportiert 1942 Theresienstadt tot 1943   |      |                 |
| Friedensstraße 35 · | 3. Juni 2013        | Siegmund Rosenstein (1870–1943) Siegmund Rosenstein stammte aus Arendsee und wohnte später in Köln. Am 18. September 1942 wurde er ins Ghetto Theresienstadt deportiert, wo er am 16. März 1943 starb. | Hier wohnte SIEGMUND ROSENSTEIN Jg. 1870 deportiert 1942 Theresienstadt tot 1943 |      |                 |